# Amistad (Film)
Amistad (Alternativtitel: Amistad – Das Sklavenschiff) ist ein US-amerikanisches Filmdrama aus dem Jahr 1997, basierend auf der wahren Begebenheit der Amistad-Prozesse.

## Handlung
La Amistad ist ein spanisches Segelschiff, das 1839 als „Fracht“ von einer kubanischen Stadt nach Spanien segelt und etwa 40 schwarzafrikanische Sklaven (unter ihnen Sengbe Pieh) an Bord mit sich führt. Die Sklaven meutern unterwegs und bringen das Schiff in ihre Gewalt, töten die Besatzung bis auf zwei Männer, die sie nach Afrika zurückbringen sollen.
Knapp drei Monate später wird die beschädigte Amistad von einem Schiff der US-Küstenwache aufgebracht. Die Afrikaner werden als herrenloses Eigentum in den US-Staat Connecticut verschleppt. Nachdem sie dort angekommen sind, wird aus dem Drama ein Politikum, denn gleich mehrere Parteien beanspruchen das Schiff und die Sklaven: die überlebenden Seeleute Ruiz und Montes, die US-amerikanischen Kommandeure, die das Schiff in ihre Kontrolle gebracht haben, sowie die spanische Königin Isabella II.
Der junge Rechtsanwalt Roger Baldwin wird von zwei christlichen Abolitionisten (Kämpfern gegen die Sklaverei) engagiert, sich des Falles anzunehmen. Baldwin will den Prozess als einen Prozess über Eigentumsverhältnisse an landwirtschaftlichen Nutzmitteln (Sklaven) führen, während die Abolitionisten den Prozess aus Idealismus führen wollen. Baldwin versucht zu beweisen, dass die Afrikaner weder aus Spanien noch aus den USA kommen, sondern auf neutralem Boden gefangen und illegal in die Sklaverei verkauft wurden. Dabei lernt er deren Anführer Cinque kennen und erfährt, dass er zum Volk der Mende gehört.
Durch einen Dolmetscher erzählt Cinque, wie er in Afrika von anderen Afrikanern gefangen und an weiße Sklavenhändler verkauft wurde. Er berichtet ferner von den Grausamkeiten auf dem Schiff; eine Szene wird später von einem britischen Kapitän erklärt, der vor Gericht über den Sklavenhandel aussagt: Da die Schiffsführer nicht genug Proviant mitgenommen hatten, ertränkten sie fünfzig Afrikaner.
Nach einem ersten – für die Sklaven günstigen – Urteil legt der US-Präsident Martin Van Buren u. a. aus Furcht vor Schwierigkeiten mit den Südstaaten Berufung beim Obersten Gerichtshof ein. Dort werden die Sklaven durch den ehemaligen US-Präsidenten John Quincy Adams vertreten.
Schließlich wird die Berufung abgewiesen. In der Urteilsbegründung wird den Afrikanern das Recht auf gewaltsamen Widerstand gegen ihre widerrechtliche Versklavung zugesprochen. Sie werden freigelassen. Van Buren wird nicht wiedergewählt.
Der Film endet mit der Rückführung der Sklaven in ihre Heimatländer und der Zerstörung der berüchtigten Festung Fort Lomboko in Sierra Leone, die Ausgangspunkt der Verschiffung der Amistad-Verschleppten war. Cinque findet seine Familie nicht wieder, vermutlich sind sie versklavt worden.

## Kritiken
„Steven Spielberg hat das Geschehen getreu den historischen Fakten als filmische Rekreation der Prozesse und der Ereignisse auf den Sklavenschiffen inszeniert. Trotz einiger allzu effektbetonter Szenen ein bemerkenswert an der humanitären Grundidee orientierter Film von dramatischer Kraft und überzeugender Darstellung.“

Der Historiker Eric Foner bemängelte mehrere Anachronismen. Außerdem kritisierte er den Film als „Orgie der Selbstbeglückwünschung für die Rettung schwarzer Helden vom Vergessen“. Die Hauptfiguren seien jedoch weiß, nicht schwarz. Zudem sei die mutige, aber beim Publikum unpopuläre Verwendung der afrikanischen Sprache Mende letztlich dem Filmschnitt zum Opfer gefallen, wodurch die Mehrheit der Afrikaner in dem Film praktisch stumm sei.

## Hintergrundinfo zur Besetzung
Als mögliche Alternativbesetzungen waren Sean Connery (John Quincy Adams) und Denzel Washington (Cinque) im Gespräch, beide lehnten jedoch ab. Um die Dialoge als Cinque so glaubhaft darzustellen, musste Djimon Hounsou die Sprache Mende lernen.
In der Rolle des Bundesrichters Joseph Story, der die Entscheidung des Obersten Gerichtshofes verkündet, ist Harry A. Blackmun zu sehen, von 1970 bis 1994 tatsächlich Richter am Supreme Court. Er ist damit der einzige Richter am Obersten Gerichtshof, der jemals in einem Kinofilm mitgewirkt hat.

## Auszeichnungen
Der Film erhielt folgende vier Oscar-Nominierungen, ging jedoch bei der Verleihung 1998 leer aus.
- Bester Nebendarsteller: Anthony Hopkins
- Beste Kamera: Janusz Kamiński
- Bestes Kostümdesign: Ruth E. Carter
- Beste Musik: John Williams

## DVD-Veröffentlichung
- Amistad. Paramount Home Entertainment 2006

## Synchronisation
- Theodore Joadson: Klaus Sonnenschein
- Roger Baldwin: Benjamin Völz
- Cinque: Torsten Münchow
- John Quincy Adams: Hartmut Reck
- Anwalt der Spanier: Roland Hemmo
- Aufseher: Andreas Thieck
- Außenminister John Forsyth: Udo Schenk
- Calderon: Melvin Quinones
- Captain Fitzgerald: Hubertus Bengsch
- Fähnrich Covey: Johannes Berenz
- General Espatero: Juan Cuertas
- Hammond: Christian Rode
- Holabird: Joachim Kemmer
- Königin Isabella I.: Magdalena Turba
- Lt. Richard W. Meat: Frank Schaff
- Lt. Thomas R. Gedney: Klaus Jepsen
- Luis Tappan: Norbert Gescher
- Präsident Martin Van Buren: Horst Lampe
- Professor Gibbs: Frank-Otto Schenk
- Richter Coglin: Bernd Vollbrecht
- Richter Juttson: Ulrich Voß
- Senator John C. Calhoun: Bernd Schramm
- Van Bürens Berater: Michael Pan

## Soundtrack
- John Williams: Amistad. Original Motion Picture Soundtrack. Dreamworks Records/SKG Music, Universal City 1997, Tonträger-Nr. DRD 50035 – Originalaufnahme der Filmmusik unter der Leitung des Komponisten